# Hanácký župní přebor 1999/2000
V soubojích 9. ročníku Hanáckého župního přeboru 1999/00 (jedna ze skupin 5. fotbalové ligy) se utkalo 16 týmů každý s každým dvoukolovým systémem podzim–jaro. Tento ročník začal v srpnu 1999 a skončil v červnu 2000.

## Nové týmy v sezoně 1999/00
- Z Divize E 1998/99 sestoupilo do Hanáckého župního přeboru mužstvo SK LeRK Prostějov „B“ (sloučen s TJ Agrostroj Prostějov do TJ Sokol II Prostějov), z Divize D 1998/99 žádné mužstvo.
- Ze skupin I. A třídy Hanácké župy 1998/99 postoupila mužstva TJ Sokol Horka nad Moravou (vítěz skupiny A), TJ Tatran Supíkovice (2. místo ve skupině A), TJ Sokol Protivanov (vítěz skupiny B) a FC Kralice na Hané (vítěz skupiny B).[1]

## Konečná tabulka
Zdroj: 
| Poř. | Tým                            | Z  | V  | R  | P  | VG | OG | B  |
| ---- | ------------------------------ | -- | -- | -- | -- | -- | -- | -- |
| 1.   | TJ Sokol Lázně Velké Losiny    | 30 | 20 | 4  | 6  | 64 | 25 | 63 |
| 2.   | SK Lipová                      | 30 | 18 | 5  | 7  | 50 | 27 | 59 |
| 3.   | Spartak VTJ Lipník nad Bečvou  | 30 | 16 | 8  | 6  | 70 | 37 | 56 |
| 4.   | TJ Sokol Horka nad Moravou (N) | 30 | 14 | 6  | 10 | 55 | 36 | 48 |
| 5.   | FK Jeseník                     | 30 | 14 | 3  | 13 | 45 | 49 | 45 |
| 6.   | TJ Sokol II Prostějov (S)      | 30 | 13 | 5  | 12 | 34 | 41 | 44 |
| 7.   | TJ Tatran Supíkovice           | 30 | 13 | 4  | 13 | 54 | 56 | 43 |
| 8.   | TJ FK Ruda nad Moravou         | 30 | 10 | 9  | 11 | 48 | 52 | 39 |
| 9.   | FC Kralice na Hané (N)         | 30 | 10 | 9  | 11 | 33 | 43 | 39 |
| 10.  | FK Hlubočky                    | 30 | 11 | 4  | 15 | 38 | 55 | 37 |
| 11.  | TJ Sokol Protivanov (N)        | 30 | 10 | 6  | 14 | 52 | 56 | 36 |
| 12.  | TJ Sokol Dub nad Moravou       | 30 | 10 | 4  | 16 | 36 | 62 | 34 |
| 13.  | TJ Tatran Litovel              | 30 | 9  | 6  | 15 | 37 | 42 | 33 |
| 14.  | SK Bělkovice-Lašťany           | 30 | 8  | 7  | 15 | 43 | 53 | 31 |
| 15.  | SKP Slovan Moravská Třebová    | 30 | 7  | 10 | 13 | 33 | 43 | 31 |
| 16.  | TJ Sigma Hodolany              | 30 | 7  | 10 | 13 | 37 | 49 | 31 |

Poznámky:
- Z = Odehrané zápasy; V = Vítězství; R = Remízy; P = Prohry; VG = Vstřelené góly; OG = Obdržené góly; B = Body; (S) = Mužstvo sestoupivší z vyšší soutěže; (N) = Mužstvo postoupivší z nižší soutěže (nováček)

|  | Postup do Divize E 2000/01                        |
|  | Sestup do I. A třídy Hanácké župy – sk. B 2000/01 |